# ニコラス・ルーズベルト (1658年 – 1742年)
ニコラス・ルーズベルト（Nicholas Roosevelt、オランダ名：Nicholas Van Rosenvelt, 1658年10月2日受洗 — 1742年7月30日）は、アメリカにおけるオランダ系の名門ルーズベルト家の初代当主。 

## 経歴
Claes Maartenszen Van Rosenveltの息子としてニューアムステルダムで生まれ、同地のオランダ改革派教会で1658年10月2日に洗礼を受けた。1680年までにEsopusに引っ越した。同地で1680年4月5日に、キングストンの牧師への請願書に署名した。1682年12月9日にニューヨークのオランダ改革派教会でHeyltje Jans Kunst（1664年 – 1730年）と結婚した。Esopusでは、インディアンと友好的に毛皮貿易を行っていた。
1690年、家族とニューヨークに戻り、"穀粉"商売者として挙げられていた。1698年8月23日に自由市民となった。政治にも積極的で、ジェイコブ・ライスラーの支援者であった。1698年から1701年と1715年に、西区選出の市会議員を務めた。1742年8月30日にニューヨーク市で死亡した。
10人の子供がおり、最初の4人はEsopusで、残りはニューヨークで洗礼を受けた。
- ジャネッティ（1683年）
- マーガレッタ（1685年）
- ニコラス（1687年）
- ヨハネス（1689年）
- エルシー（1691年）
- ヤコブス（1692年）
- レイチェル（1693年、夭逝）
- サラ（1696年）
- レイチェル（1699年）
- イサク（1701年、夭逝）

ヨハネスはオイスター・ベイに居住し、この家系からセオドア・ルーズベルトなどを輩出した。ハイド・パーク (en) に居住したヤコブスの家系からフランクリン・ルーズベルトなどを輩出した。